# Groß Zicker

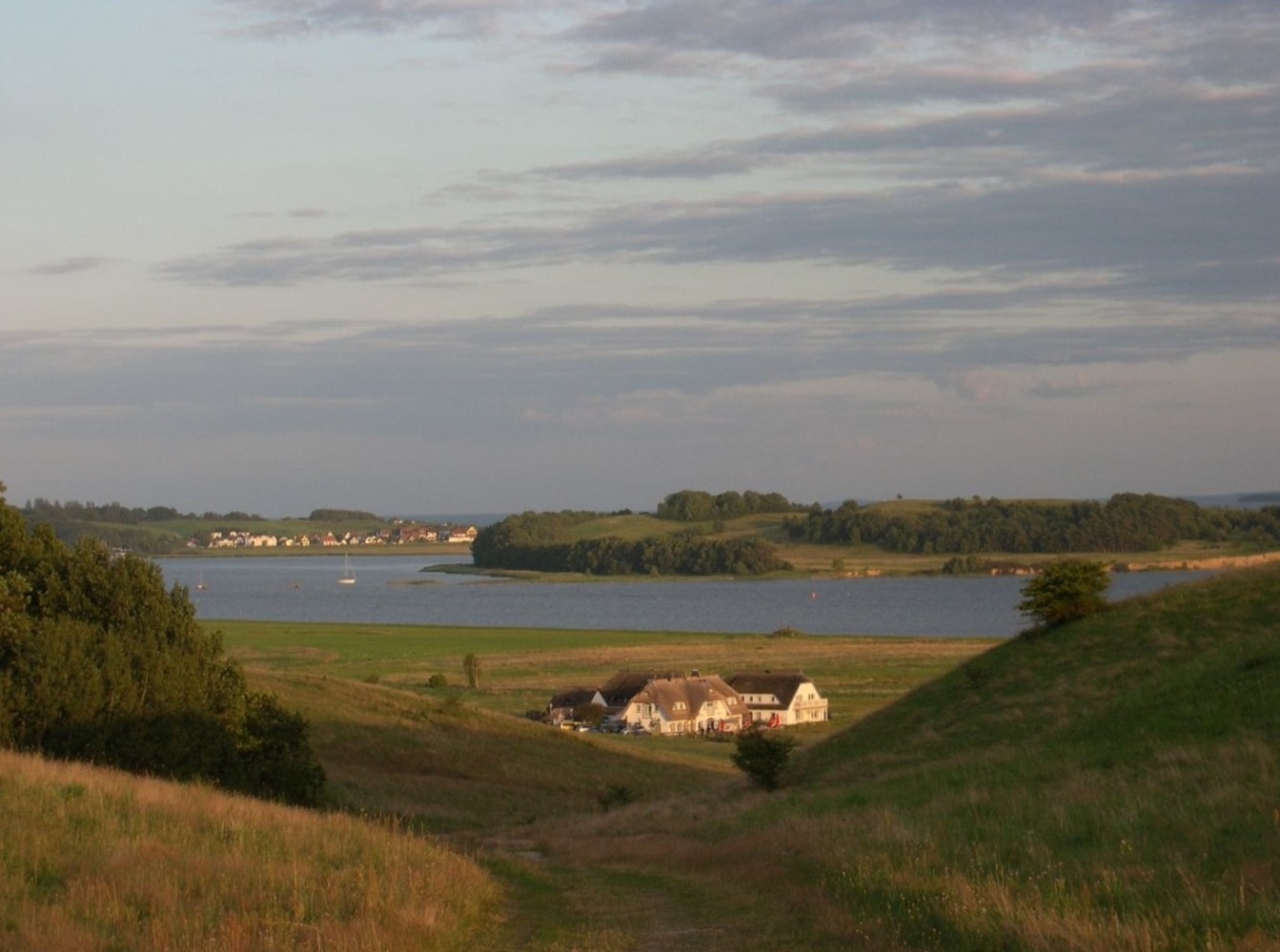
Boddenlandschaft bei Groß Zicker

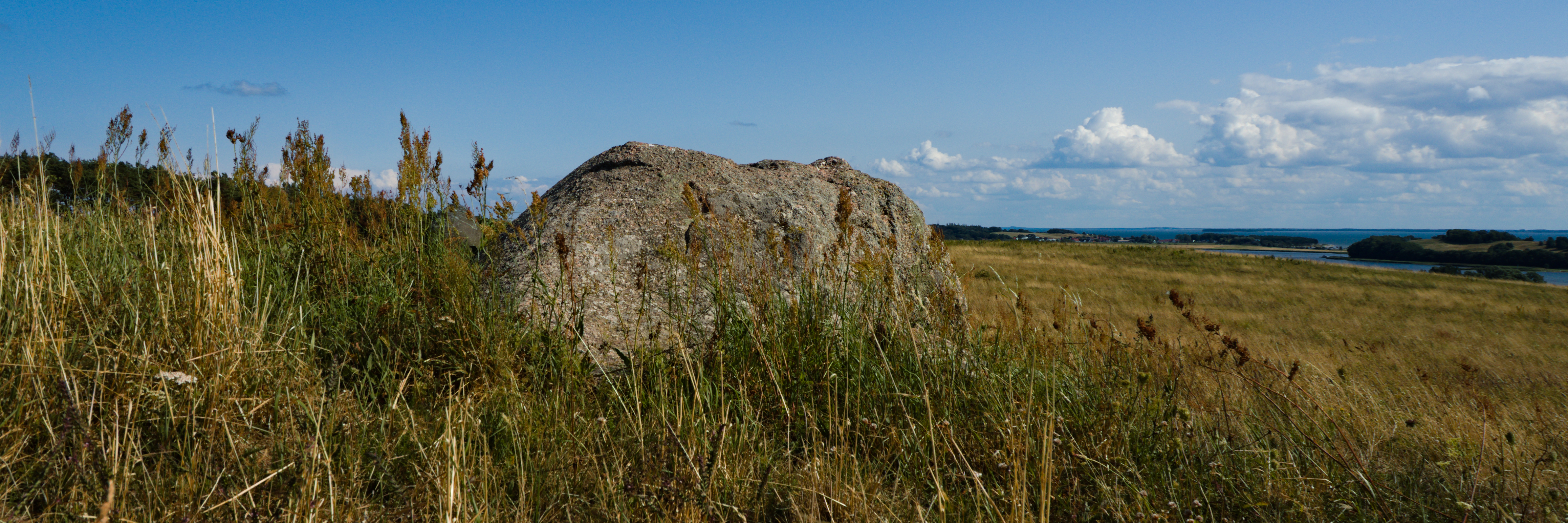
Breitenstein bei Groß-Zicker

Groß Zicker ist ein Ortsteil der Gemeinde Mönchgut im Landkreis Vorpommern-Rügen auf der Insel Rügen in Mecklenburg-Vorpommern (Deutschland). Er liegt an der Südseite der Zickerschen Berge, auch Zickersche Alpen genannt, wenig östlich des Zickersches Höft. Diese bis etwa 65 Meter hohen, trockenen Hügel sind Teil des Biosphärenreservates Südost-Rügen bzw. des Naturschutzgebietes Mönchgut und werden extensiv mit Schafen bewirtschaftet. Zu Groß Zicker zählt außerdem Groß Zicker Ausbau, auch „Rollmopshausen“ genannt, da sich dort zu Zeiten der DDR eine Fischfabrik befand. Zu DDR-Zeiten wurde in Groß Zicker ein Ferienlager betrieben.

## Geschichte
Der Ortsname geht vermutlich auf das slawische Wort für Meise, Sikor zurück. Erstmals erwähnt wurde der Ort in der Knýtlinga saga als „Tikarey“, „Portus Tikarey“, „Trikareyjar“ (unsicher) oder „Trikarey“. Gemeint war damit auch der Ort Klein Zicker.
Am 1. Juli 1950 wurde die bis dahin eigenständige Gemeinde Groß Zicker der Gemeinde Gager eingegliedert.
Zum 1. Januar 2018 schloss sich Gager mit Middelhagen und Thiessow zur neuen Gemeinde Mönchgut zusammen. Groß Zicker, bis dahin Ortsteil von Gager, wurde ein Ortsteil der neu gegründeten Gemeinde.

## Sehenswürdigkeiten
- In Groß Zicker befindet sich das 1720 erbaute Pfarrwitwenhaus, das ein niederdeutsches Hallenhaus mit einem spitz zulaufenden Reetdach ist.
- Sehenswert ist auch die Dorfkirche Groß Zicker.
- Im Ort und in der umliegenden Landschaft gibt es verschiedene Naturdenkmäler.

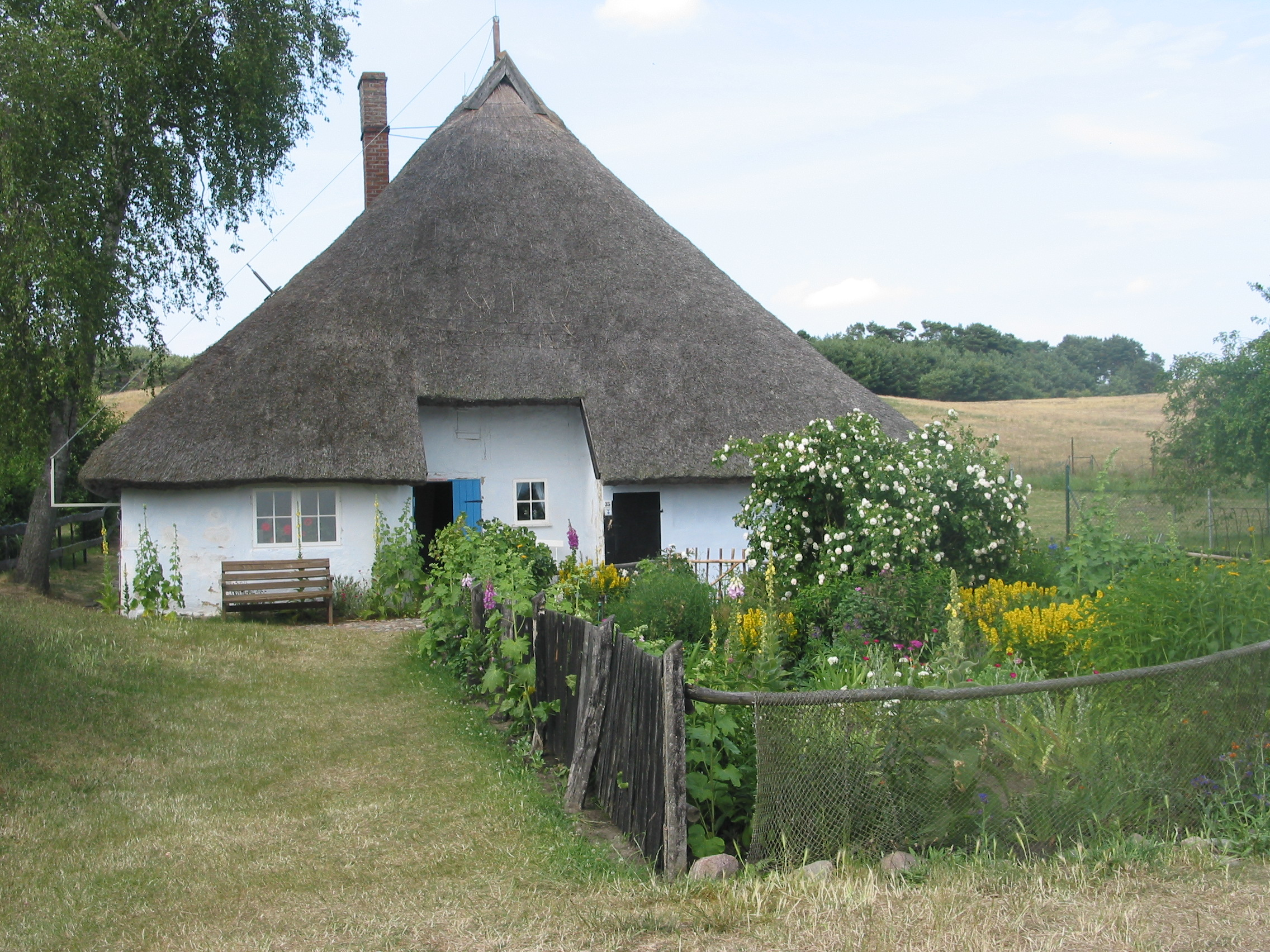
Pfarrwitwenhaus in Groß Zicker
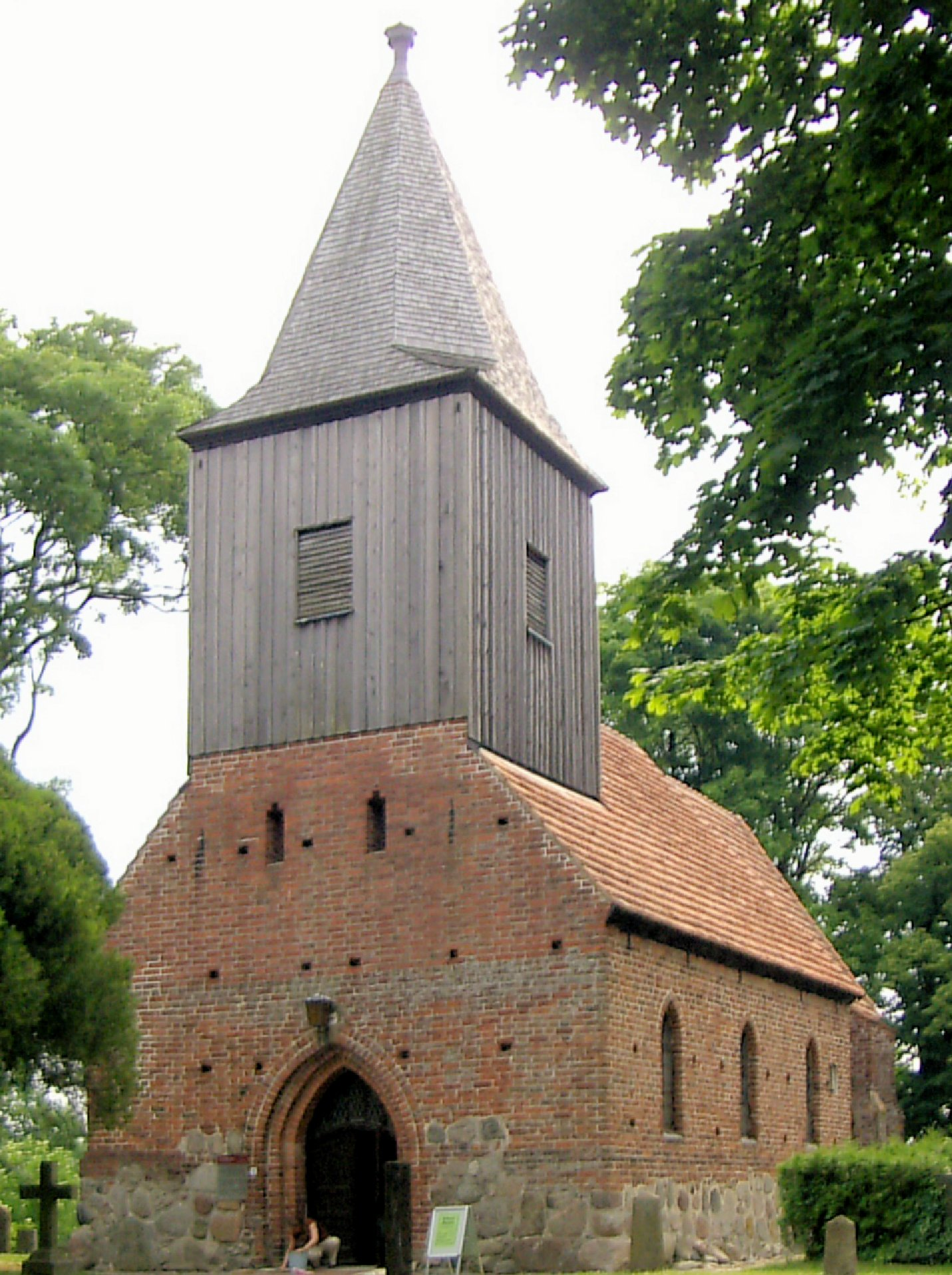
Dorfkirche in Groß Zicker
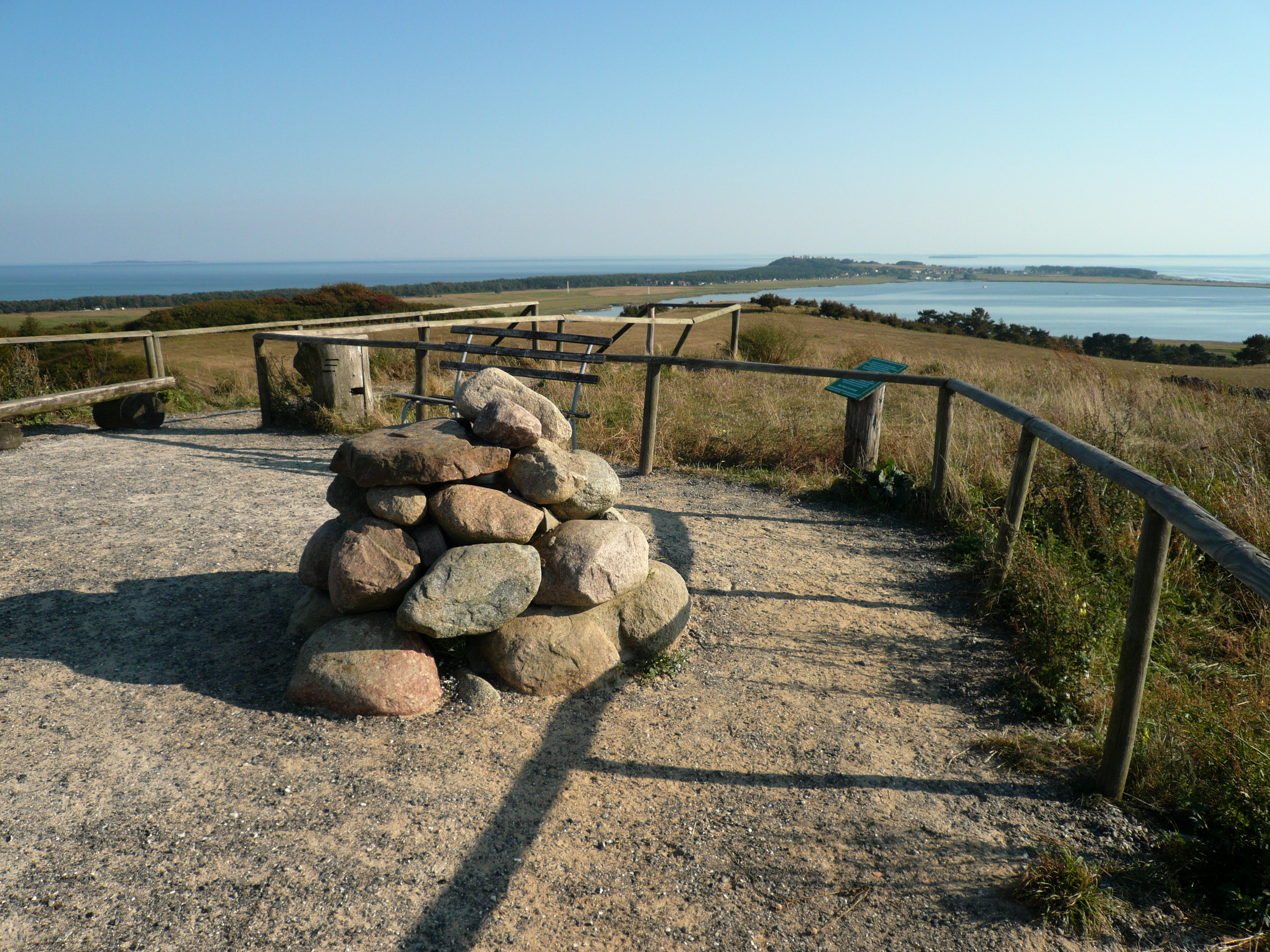
Blick vom Bakenberg bei Groß Zicker in Richtung Thiessow
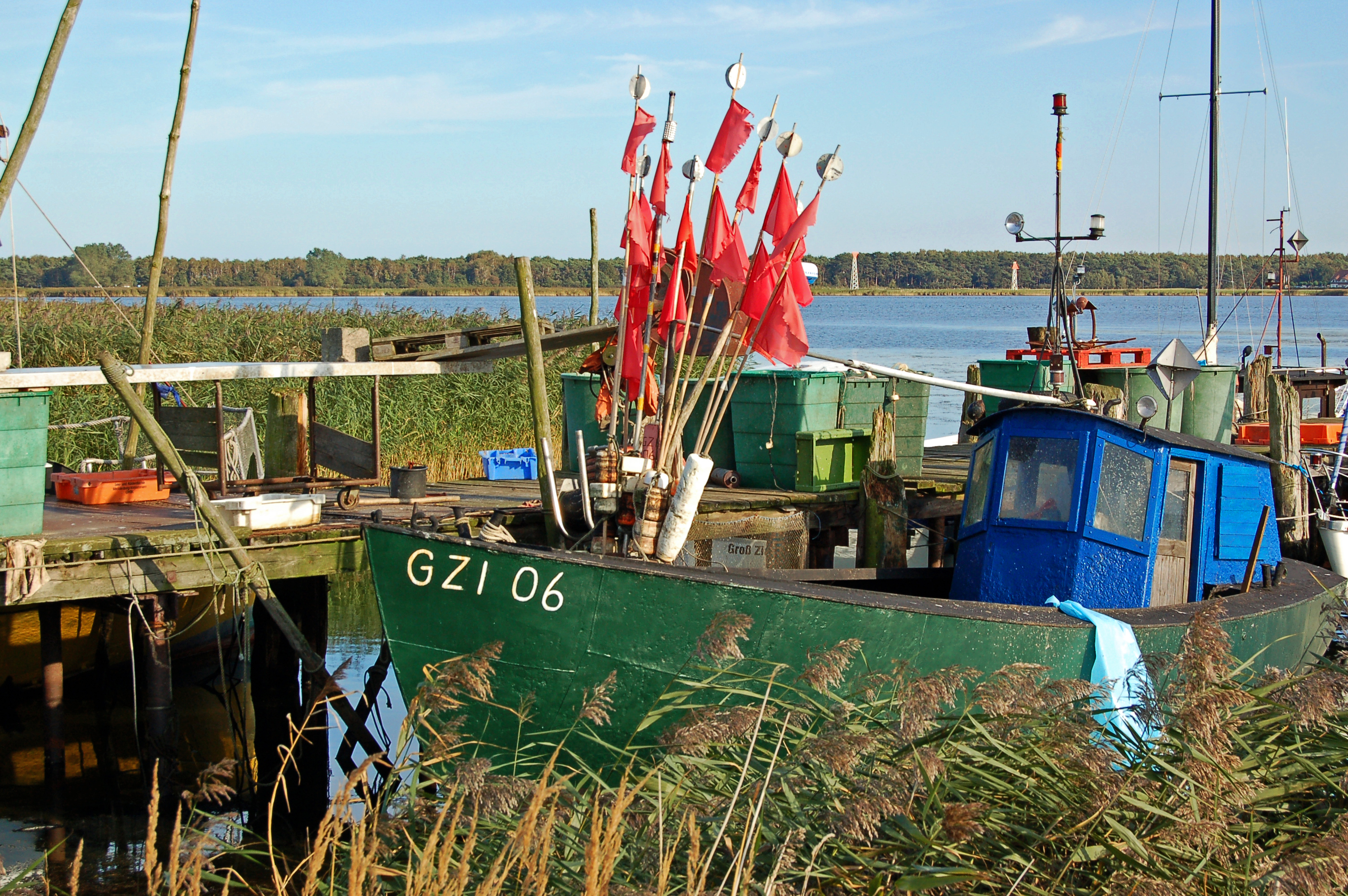
Fischerboot im Hafen